# Guido Moda
Guido Moda (Piavon, 11 luglio 1885 – Bergamo, 5 novembre 1957) è stato un allenatore di calcio, arbitro di calcio e calciatore italiano, di ruolo difensore.
È il fratello maggiore di Domenico Moda, per questo viene spesso riportato come Moda I.

## Carriera

### Giocatore
Durante la sua carriera Moda vestì la maglia del Milan tra il 1904 e il 1912 (in alcune stagioni giocando solo partite amichevoli), indossando la fascia di capitano nel 1909-1910. Giocò anche in Turchia nel suo soggiorno di lavoro all'estero nel 1908.
Con i rossoneri disputò in totale 27 partite e vinse per due volte il campionato di Prima Categoria.
Fu fra i fondatori dell'A.I.A.

### Allenatore
Moda fu allenatore del Milan nel dal 1919 al 1921, ottenendo due quarti posti nel girone delle semifinali nazionali.
Nel gennaio del 1926 subentrò a Vittorio Pozzo sempre sulla panchina dei rossoneri.

## Statistiche

### Presenze e reti nei club
| Stagione        | Squadra         | Campionato      | Campionato | Campionato |
| Stagione        | Squadra         | Comp            | Pres       | Reti       |
| --------------- | --------------- | --------------- | ---------- | ---------- |
| 1903-1904       | Milan           | PC              | 1          | 0          |
| 1904-1905       | Milan           | PC              | 0          | 0          |
| 1905-1906       | Milan           | PC              | 4          | 0          |
| 1906-1907       | Milan           | PC              | 6          | 0          |
| 1907-1908       | Milan           | PC              | 0          | 0          |
| 1909-1910       | Milan           | PC              | 10         | 0          |
| 1910-1911       | Milan           | PC              | 5          | 0          |
| 1911-1912       | Milan           | PC              | 1          | 0          |
| Totale Milan    | Totale Milan    | Totale Milan    | 27         | 0          |
| Totale carriera | Totale carriera | Totale carriera | 27         | 0          |

## Palmarès

### Calciatore

#### Club

##### Competizioni nazionali
- Campionato italiano: 2

Milan: 1906, 1907

##### Altre Competizioni
- Torneo FGNI: 2

Milan: 1905, 1906